# Mark Tremonti
Mark Thomas Tremonti (18 de abril de 1974) es un músico estadounidense, conocido mundialmente por ser el miembro de las bandas de rock estadounidenses Creed, Alter Bridge y Tremonti. Tremonti, no solo realiza la música de sus proyectos, también es el autor de las algunas letras y contribuye como vocalista realizando diversidad de coros y segundas voces.
Junto a Scott Stapp, compuso los temas de Creed en sus álbumes My Own Prison, Human Clay, Weathered y Full Circle.

## Primeros años
Mark Tremonti nació y creció en las cercanías de Detroit, Míchigan. Desde temprana edad, influenciado por sus hermanos mayores, comenzó a escuchar bandas de hard rock y heavy metal como Kiss, Celtic Frost o Metallica influenciado por sus hermanos mayores. A los 11 años adquirió su primera guitarra, una réplica de la Gibson Les Paul, por aproximadamente 25 dólares americanos. Inicialmente tomó clases de música, pero las abandonó al no recibir la enseñanza que buscaba, pues deseaba aprender partes de guitarra del álbum Master of Puppets de Metallica. 
Finalmente, Tremonti, desarrolló sus habilidades de manera autodidacta, aprendiendo de oído y mediante libros de música. Una de las primeras canciones que compuso fue "Yesterday". Antes de alcanzar el éxito con Creed, formó parte de varias bandas, entre ellas "Wit's End".

## La era deCreed(1994-2004) (2009-2012)

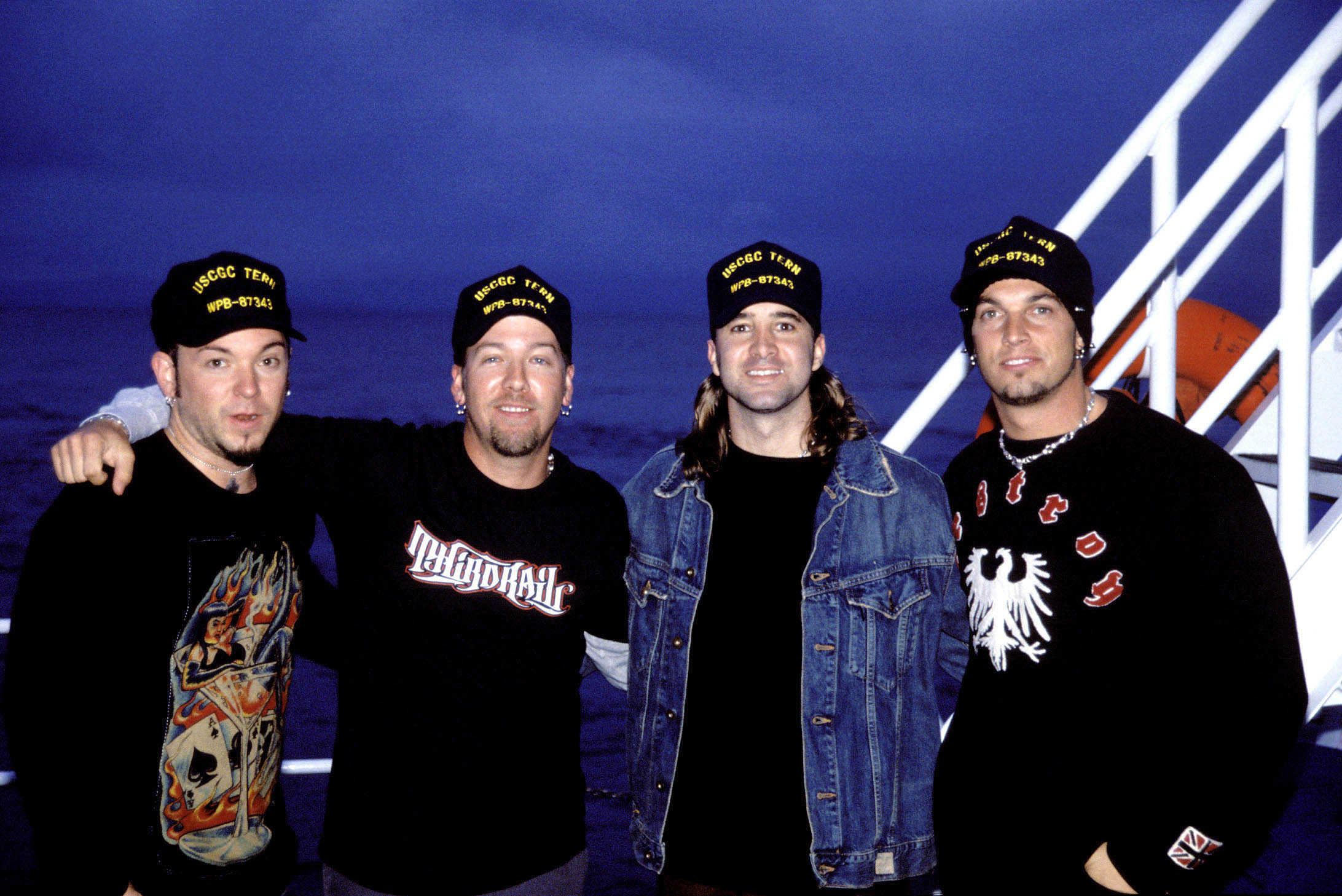
Creed muestra su apoyo a la Guardia Costera durante un concierto de VH1 desde la isla de Alcatraz en la bahía de San Francisco. El guardacostas Tern escoltó a Creed hasta la isla de Alcatraz y Creed mostró sus nuevas gorras de béisbol de la Guardia Costera. Foto de la Guardia Costera de los EE. UU.

Después de la secundaria, Tremonti ingresó a la Universidad Estatal de Florida, donde se reencontró con el cantante Scott Stapp, a quien conocía de vista en la escuela, y con el guitarrista Brian Brasher. Juntos comenzaron a escribir música y organizaron audiciones para completar la banda con un bajista y un baterista, seleccionando a Scott Phillips y Brian Marshall. Tiempo después, Brasher dejó el grupo.
En 1997, Creed lanzó su álbum debut, My Own Prison, que se convirtió en un éxito comercial. Dos años más tarde, publicaron Human Clay, consolidando su popularidad. En el año 2000, la banda ganó un premio Grammy a la Mejor Canción de Rock por With Arms Wide Open. En 2001, lanzaron Weathered, su último álbum antes de la primera disolución, ya sin Marshall en la formación.
Durante su trayectoria inicial, Creed vendió más de 30 millones de discos en todo el mundo y realizó alrededor de 5.000 presentaciones en vivo. Sin embargo, las crecientes diferencias entre Stapp y los demás miembros llevaron a la disolución del grupo en 2004, dando paso a la formación de Alter Bridge ese mismo año.
En abril de 2009, la banda anunció su reunión con la alineación original para realizar una gira y grabar un nuevo álbum, Full Circle. Sin embargo, en 2012, Creed se separó nuevamente.

## La era deAlter Bridge(2004-presente)
Desde la separación de Creed, Mark Tremonti ha trabajado con diversas bandas y músicos, entre ellos Michael Angelo Batio, Thomas Godspareck y Fozzy. Además, tomó lecciones avanzadas con el guitarrista Troy Stetina. En relación con su trayectoria tras Creed, Tremonti declaró:
"Después de todos los éxitos que con Creed, había alcanzado profesionalmente, sentía que necesitaba reenfocarme en las metas que tenía personalmente. Una de esas metas, era volver a mis raíces del rock-and-roll. Después de que Creed se separara, el baterista de la banda Scott Phillips y yo comenzamos a reencontrarnos juntos otra vez y nos dimos cuenta que compartimos la misma visión y estábamos asombrosamente impacientes por conseguirla, nos retiramos y allí comenzamos a hacer juntos música otra vez."
Phillips y Tremonti se unieron al bajista Brian Marshall, también exmiembro de Creed, y al vocalista Myles Kennedy, proveniente de Mayfield Four, para formar Alter Bridge. El nombre de la banda simboliza lo desconocido y fue inspirado en un puente de la infancia de Tremonti en Detroit. Dicho puente, cercano a su hogar, marcaba el límite entre su vecindario y una zona considerada peligrosa, lo que lo convertía en un símbolo de incertidumbre y exploración. 
Desde su formación en 2004, Alter Bridge ha lanzado siete álbumes de estudio: One Day Remains (2004), Blackbird (2007), AB III (2010), Fortress (2013), The Last Hero (2016), Walk the Sky (2019) y Pawns & Kings (2022).

## Carrera en solitario (2011 - presente)
En 2011, Tremonti inició un nuevo proyecto musical bajo su propio apellido, Tremonti, con un sonido más cercano al speed y thrash metal, géneros que lo influenciaron desde sus inicios como guitarrista. 
Su primer álbum, All I Was, fue lanzado en 2012 con Eric Friedman en la segunda guitarra y Garrett Whitlock en la batería. Este disco generó gran expectativa, ya que Tremonti había anunciado su producción con anticipación. Al recibir críticas positivas, destacó tanto por sus composiciones como por su potente voz, siendo esta su primera experiencia como frontman. Durante la gira promocional, Tremonti invitó a Brian Marshall, su compañero en Alter Bridge, a tocar el bajo, pero este declinó debido a asuntos personales. En su lugar, Wolfgang Van Halen, hijo del legendario Eddie Van Halen, asumió el puesto, aprendiendo las 12 canciones del álbum en una sola noche. Tras una extensa gira por EE.UU., Wolfgang se consolidó como bajista y participó en la composición y grabación del siguiente álbum.
En 2015, Tremonti lanzó Cauterize, un álbum elogiado por su sonido agresivo, velocidad y complejidad, así como por el desempeño vocal de Tremonti. Sin embargo, Wolfgang Van Halen no pudo unirse a la gira debido a sus compromisos con Van Halen, por lo que fue reemplazado temporalmente por Tanner Keegan. Durante la gira, Tremonti mencionó que quedaron muchas canciones sin incluir en el disco y, para no dejarlas en el olvido, decidió lanzar un tercer álbum, Dust, a mediados de 2016, con los temas restantes de Cauterize.
En 2018, la banda presentó su cuarto álbum de estudio, A Dying Machine, lanzado el 8 de junio a través de Napalm Records. Este álbum estuvo acompañado de una novela homónima escrita por Tremonti y John Shirley, con la intención de complementar la historia narrada en las canciones.
En 2021, Tremonti lanzó su quinto álbum de estudio, Marching in Time, el 24 de septiembre a través de Napalm Records. El primer sencillo, If Not for You, fue presentado el 22 de julio de ese año.
En marzo de 2022, Mark Tremonti anunció un proyecto especial en el marco de su organización benéfica Take A Chance For Charity. Lanzó un álbum tributo a Frank Sinatra, interpretando el clásico I've Got You Under My Skin junto a algunos músicos originales de la orquesta de Sinatra. Este trabajo fue descrito como "quizás el más importante de su carrera", ya que el 100% de sus ganancias se destinaron a la NDSS (National Down Syndrome Society) para apoyar a personas con Síndrome de Down. El álbum, lanzado el 27 de mayo de 2022, incluyó versiones de temas icónicos como My Way, I Fall in Love Too Easily y All or Nothing at All.

## Influencias
Stevie Ray Vaughan es el guitarrista preferido de Mark Tremonti. Sin embargo, él ha mencionado en varias ocasiones que su guitarrista moderno preferido es Dimebag Darrell. También lo influencian mucho Metallica, Celtic Frost, Audley Freed y otros guitarristas de hard rock y heavy metal.

## Discografía

### conCreed
- (1997)  My Own Prison
- (1999)  Human Clay
- (2001)  Weathered
- (2009)  Full Circle

### conAlter Bridge
- (2004) One Day Remains
- (2007) Blackbird
- (2010) AB III
- (2013) Fortress
- (2016) The Last Hero
- (2019) Walk The Sky
- (2022) Pawns & Kings

### conTremonti
- (2012) All I Was
- (2015) Cauterize
- (2016) Dust
- (2018) A Dying Machine
- (2021) Marching in Time

### En solitario
- (2022) Mark Tremonti Sings Sinatra

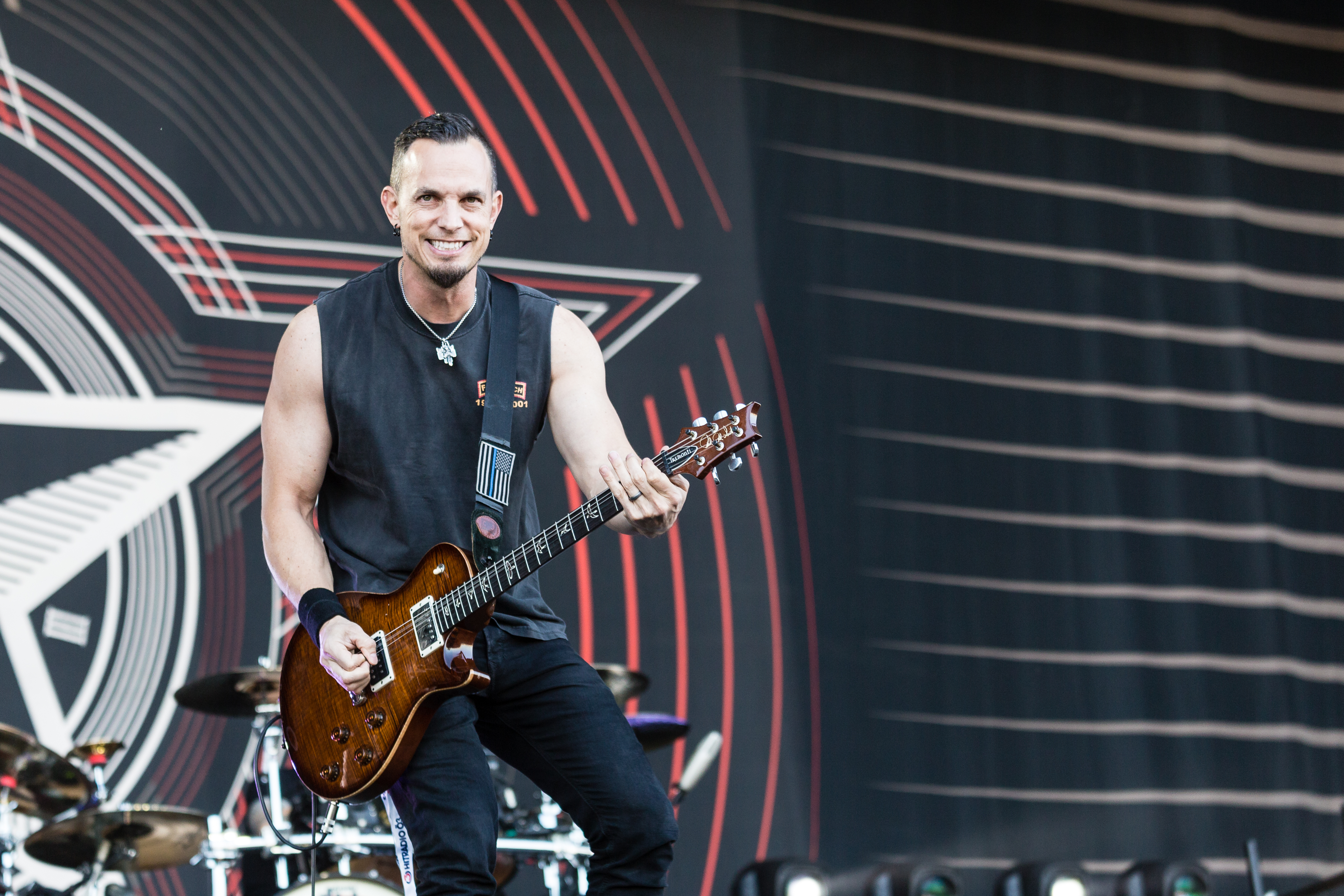
Mark Tremonti en 2017 junto a Alter Bridge.

## Vida presente
- Mark Tremonti actualmente reside en Orlando, Florida con su esposa Victoria y sus tres hijos.
- Él es amigo cercano de varios guitarristas respetados, particularmente en Aric Town, Michael Angelo Batio, Toshi Iseda, Rusty Cooley y Vinnie Moore.
- Mark Tremonti hizo su primer vídeo instruccional de guitarra en julio del 2008, que contó con la presencia de importantes guitarristas cercanos a él, como son: Michael Angelo Batio, Rusty Cooley, Myles Kennedy, Troy Stetina y Bill Peck. El DVD fue lanzado bajo el nombre de su compañía llamada Fret 12, que fue creada especialmente para traer importantes noticias del mundo de la guitarra a los guitarristas de todo el mundo.

## Enlaces
- Sitio web oficial
- AlterBridge.com
- Creed.com Archivado el 7 de julio de 2009 en Wayback Machine.
- Mark Tremonti en Internet Movie Database (en inglés).

- Datos: Q547366
- Multimedia: Mark Tremonti / Q547366